# Дещинский, Юзеф
Юзеф Дещинский (1774, Вильно — 29 ст. ст. августа 1844, двор Остроглядовичи) — пианист, композитор, дирижёр.

## Биография
Родился в шляхетской виленской семье. С 1813 года преподавал музыку в Виленском университете. Известно, что у него учился музыке Кароль Ельский, владелец Дудичей и Замостья, известный как автор «Полонеза 1837 года».

Во время приезда в Вильно в декабре 1812 года Александра I, композитор был одарён от императора бриллиантовым перстнем за исполнение своего полонеза. В 1814 году по приглашению графа Людвика Рокицкого поселился в его имении Городище Речицкого уезда, где давал уроки фортепьянной игры и 30 лет руководил любительским симфоническим оркестром. После утверждения Л. Рокицкого губернским маршалком, Юзеф Дещинский выезжал с ним и оркестром в Минск, где руководил показом опер «Аксур, царь Ормуза» А. Сальери и «Белая дама» Ф. Буальдьё. Получив от покровителя Л. Рокицкого пожизненную пенсию, жил в дворах Городище и Остроглядовичи.

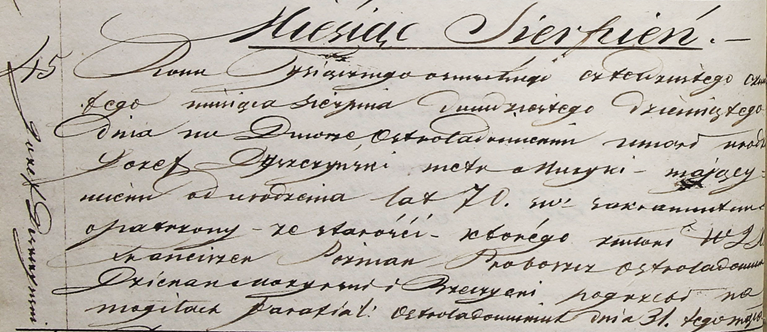
Запись о смерти и погребении мэтра музыки благородного Юзефа Дещинского в метрической книге Остроглядовского костёла.

## Творчество
Автор более 100 музыкальных произведений. Это музыка к комедии-опере Л. Дмушевского «Усадьба при дороге» («Domek przy gościńcu»), трехактная мелодрама «Эгберт, или Объединение англичан» («Egbert czyli Połączenie się anglików»), 4 увертюры, 3 фортепианных концерта, два полонеза для фортепиано с оркестром, фортепианный квартет, струнный секстет, марши для духового оркестра, «Rondoletto» для скрипки и фортепиано, «Valse brillante» для фортепиано в четыре руки, и песня о Сигизмунде III, помещённая в сборнике Ю. Немцевича «Исторические песни». Особенный интерес вызывает его Отробрамская литания. По мнению музыковедов, она меняет историю жанра литании в польской музыке, где первыми образцами оркестрового песнопения считались 4 Остробрамские литания Станислава Монюшко. На основе восстановленной партитуры Остробрамская литания впервые прозвучала на концерте «Polska muzyka sakralna XIX wieku Wilno» в Белостоке (2011), затем в Несвиже (2012) и в исполнении Белорусской капеллы Белорусского Большого театра в 2016 году.

## Издания
- Паланэзы [Ноты]: для фартэпіяна : вучэбна-метадычны дапаможнік / Юзаф Дашчынскі ; Міністэрства культуры Рэспублікі Беларусь, Інстытут культуры Беларусі ; Расійская Нацыянальная бібліятэка ; Wydział Kultury i Nauki Konsulatu Generalnego Rzeczypospolitej Polskiej w St. Petersburgu; [укладанне і ўступны артыкул Я. У. Паплаўскі ; музычная рэдакцыя І. У. Алоўнікава; рэцензент В. У. Дадзіёмава; кансультант Цэзары Карпіньскі]. ― 2013
- Вастрабрамская літанія [Ноты]: для салістаў, змешанага хору і сімфанічнага аркестра / Юзаф Дашчынскі ; Міністэрства культуры Рэспублікі Беларусь, Нацыянальны акадэмічны Вялікі тэатр оперы Рэспублікі Беларусь, творчы калектыў «Беларуская капэла»; [навуковы рэдактар і рэканструктар нотнага тэксту, прадмова С. Немагай; музычныя рэдактары У. Байдаў, Г. Каржанеўская, С. Немагай, Н. Ламановіч; аўтарская транскрыпцыя У. Байдава; пералажэнне для спеваў з фартэпіяна Г. Каржанеўскай]. ― 2015